# Tredegar
Tredegar är en ort och community i Storbritannien.   Den ligger i kommunen Blaenau Gwent och riksdelen Wales, i den södra delen av landet, 220 km väster om huvudstaden London. Tredegar ligger 321 meter över havet och antalet invånare är 15 103 (2011).